# West Arm Park
West Arm Park är en park i Kanada.   Den ligger i provinsen British Columbia, i den södra delen av landet, 3 100 km väster om huvudstaden Ottawa. West Arm Park ligger 1 748 meter över havet.
Terrängen runt West Arm Park är kuperad åt sydost, men åt nordväst är den bergig. Runt West Arm Park är det mycket glesbefolkat, med 2 invånare per kvadratkilometer.. Närmaste större samhälle är Nelson, 12,0 km väster om West Arm Park.
I omgivningarna runt West Arm Park växer i huvudsak barrskog.